# Comuna Vasîlivka, Novomoskovsk
Vasîlivka (în ucraineană Василівка) este o comună în raionul Novomoskovsk, regiunea Dnipropetrovsk, Ucraina, formată din satele Andriivka, Vasîlivka (reședința) și Vsesveatske.

## Demografie
Componența lingvistică a satului Vasîlivka
     Ucraineană (94,25%)
     Rusă (5,21%)
     Alte limbi (0,38%)
Conform recensământului din 2001, majoritatea populației satului Vasîlivka era vorbitoare de ucraineană (94,25%), existând în minoritate și vorbitori de rusă (5,21%).